# Zombie Land Saga
Zombie Land Saga (яп. ゾンビランドサガ Дзомби Рандо Сага, «Зомбилэнд-Сага») — аниме-сериал производства Cygames совместно с Avex Pictures, созданный на студии MAPPA. Сериал выходил с октября по декабрь 2018 года. Премьера второго сезона под названием Zombie Land Saga Revenge состоялась в апреле 2021 года. Манга-адаптация, в общих чертах соответствующая сюжету аниме, выходила на сайте Cycomi компании Cygames с октября 2018 года по июнь 2021 года; спин-офф манга Zombie Land Saga Gaiden: The First Zombie, посвящённая подвигам Таэ Ямады в её предыдущей жизни, выходила в журнале Ultra Jump с мая 2021 по ноябрь 2022 года. Аниме-фильм под названием Zombie Land Saga: Yumeginga Paradise запланирован на октябрь 2025 года.

## Сюжет
Апрель 2008 года. Полная энтузиазма Сакура Минамото, только поступившая во второй класс старшей школы, в первый учебный день хотела подать заявление на кастинг, чтобы стать поп-идолом. Но стоило ей выйти за ворота своего дома, как её тут же насмерть сбил фургон.
Спустя 10 лет Сакура приходит в себя в огромном странном заколоченном особняке, в котором подвергается нападению девушек-зомби, и скоро обнаруживает, что и сама стала зомби. И мало того, загадочный человек, которому принадлежит этот дом, а по совместительству профессиональный стилист, Котаро Тацуми, заявляет, что с помощью Сакуры и остальных хочет создать группу идолов для спасения префектуры Сага. Таким образом, потрясённой Сакуре и ещё шести «легендарным» девушкам из разных отрезков истории Японии приходится принять предложение Тацуми и начать свой путь к становлению легендарной идол-группой «Франтютю».

## Персонажи

### «Франтютю»
- Сакура Минамото (яп. 源 さくら Минамото Сакура) — 17-летняя (на момент смерти) старшеклассница, мечтавшая стать идолом. Раньше всех остальных девушек пришла в сознание в качестве зомби. Стремится продвинуть группу как можно дальше. Её псевдоним в «Франтютю» — «Номер 1» (яп. 1号 Ити-го:). Изначально Сакура не помнит о своей смертной жизни, но в конечном итоге восстанавливает свои воспоминания. Жизнь девушки была полна неудач с самого раннего детства. Что бы она не делала, и как бы ни старалась, у неё всегда что-либо шло не так. В итоге, разочаровавшись в себе, Сакура расхотела к чему бы то ни было стремиться, пока однажды не увидела интервью с Ай Мидзуно. Слова Мидзуно воодушевили Сакуру, и она решила подать заявление и попробовать свои силы на кастинге идолов. 7 апреля 2008 года была насмерть сбита грузовиком, едва выйдя за порог дома.

Сэйю: Каэдэ Хондо.
- Саки Никайдо (яп. 二階堂 サキ Никайдо: Саки) — 18-летняя (на момент смерти) девушка-байкер «легендарная глава байкеров „Дорами“», подчинившая вместе со своей бандой весь Кюсю на рубеже веков. Будучи зомби, назначается лидером группы. Её псевдоним в «Франтютю» — «Номер 2» (яп. 2号 Ни-го:). Достаточно груба в речи, энергична во всех начинаниях группы. Встретившись однажды с дочерью своей лучшей подруги, которая теперь является действующей главой «Дорами», и узнав, что она собирается участвовать в гонке с лидером вражеской банды, решает выйти вместо неё, чтобы та не повторила ту же безрассудную глупость, стоившую Саки жизни. 30 августа 1997 года погибла во время гонки на смелость, упав с мотоцикла в обрыв на полном ходу.

Сэйю: Асами Тано.
- Ай Мидзуно (яп. 水野 愛 Мидзуно Ай) — 16-летняя (на момент смерти) солистка группы «Железная дрожь», «легендарный идол эры Хэйсэй». Лидер топовой идол-группы 2000-х, которой восхищалась Сакура. Ай невероятно волевая и не боится высказать, что у неё на уме. Часто критикует деятельность Котаро. Вместе с Дзюнко указывает на ошибки группы и помогает ей стать лучше. Её псевдоним в «Франтютю» — «Номер 3» (яп. 3号 Сан-го:). 4 августа 2008 года погибла от удара молнии прямо во время выступления, поэтому в загробной жизни долгое время панически боялась грозы и выходить на сцену под открытым небом.

Сэйю: Риса Танэда.
- Дзюнко Конно (яп. 紺野 純子 Конно Дзюнко) — 19-летняя (на момент смерти) девушка, «легендарный идол эры Сёва», благодаря которой произошёл рассвет индустрии японских идолов в 1980-х годах. Вместе с Ай указывает на ошибки группы и помогает ей стать лучше. Так как в её время идолы были недосягаемы для поклонников, у неё есть сомнения относительно личного общения со своими фанатами. Её псевдоним в «Франтютю» — «Номер 4» (яп. 4号 Ён-го:). 6 декабря 1983 года погибла в авиакатастрофе.

Сэйю: Маки Кавасэ.
- Югири (яп. ゆうぎり Ю:гири) — 19-летняя (на момент смерти) «легендарная ойран», жившая в XIX веке в период между эпохами Бакумацу и Реставрации Мэйдзи. Элегантна и невозмутима. Её не смущает ни то, что она воскресла в незнакомом ей современном мире 150 лет спустя, ни то, что она стала зомби. Мудрее всех в группе, иногда даёт полезные советы, однако у неё плохая привычка критиковать других. Умеет играть на сямисэне, а также орудовать мечом. Её псевдоним в «Франтютю» — «Номер 5» (яп. 5号 Го-го:). Была казнена 28 декабря 1882 года за участие в организации восстания с целью восстановления независимости Саги.

Сэйю: Рика Кинугава.
- Лили Хосикава[англ.] (яп. 星川 リリィ Хосикава Рири:) — 12-летняя (на момент смерти) девочка, «легендарное юное дарование». При жизни была популярной актрисой, отличившейся в многосерийной дораме, а затем постоянно попадавшая в прайм-тайм каждого канала. Любит называть себя «звёздочкой» группы. Не сильно опечалена тем, что стала зомби, так как видит в этом возможность остаться ребёнком навсегда. Её псевдоним в «Франтютю» — «Номер 6» (яп. 6号 Року-го:). На самом деле является трансгендером, родившимся под именем Масао Го (яп. 豪 正雄 Го: Масао). Она умерла 30 ноября 2011 года от сердечного приступа, вызванного рабочим стрессом и психологическим шоком от растущих волос на лице[3][4][5][6][7].

Сэйю: Минами Танака.
- Таэ Ямада (яп. 山田 たえ Ямада Таэ) — «легендарная Таэ Ямада», долгое время являлась единственной девушкой, не пришедшей в сознание после пробуждения в качестве зомби. Также она является самой старшей из всех, не считая Югири, т.к. на момент своей смерти в 1989 году ей было 29 лет. Именно благодаря ей, а точнее её чиху, группа зомби-идолов имеет название «Франтютю». Всё время голодает и, в отличие от остальных участниц группы, ведёт себя как настоящий зомби, из-за чего непредсказуема, нередко кусает и бросается на всех, кого видит. Несмотря на отсутствие связной речи, она, похоже, понимает своих товарищей по группе и вносит свой вклад в выступления. Под конец сериала поведение Таэ становится более вменяемым. Её псевдоним в «Франтютю» — «Номер 0» (яп. 0号 Дзэро-го:). В конце 1970-х гг. Таэ собрала отряд охотников на демонов, призванных остановить захлестнувшие Сагу проклятия. В команде у неё были близнецы Хёдо, которые помогали ей бороться с проклятиями, а после прихода Анны команда стала эффективнее благодаря её аналитическим способностям. В сражениях Таэ полагалась на грубую силу и лопату. Несмотря на холодность и сдержанность, перед Юко Хёдо она раскрыла и свою добрую сторону, так как Юко подарила ей надежду. В процессе она научилась также доверять Эйкити — брату Юко — и стала относится к нему как к другу, а также поделилась с ним мечтой стать идолом. В финальной битве отряда охотников против демона Сагако Таэ пожертвовала собой ради победы, слившись с демоном и заточив в себе его проклятие.

Сэйю: Котоно Мицуиси.

### Прочие персонажи
- Котаро Тацуми (яп. 巽 幸太郎 Тацуми Ко:таро:) — эксцентричный и загадочный продюсер группы «Франтютю», которую он изначально называл Death Musume и Green Face. Всегда носит чёрный пиджак, красный жилет и непрозрачные солнечные очки. Чтобы спасти префектуру Сага отбирает семь выдающихся при жизни девушек для проекта «Зомбилэнд-Сага» и создаёт из них идол-группу. Котаро — талантливый стилист и визажист, поэтому благодаря его стараниям его подопечные на выступлениях ничем не отличаются от обычных людей. Он также носит с собой немного сушеного кальмара, чтобы успокоить зомби. Был знаком с Сакурой ещё в старшей школе, однако они почти не общались. Возможно, имеет чувства к девушке, так как именно ради осуществления мечты Сакуры, даже после смерти девушки, он организует свой проект.

Сэйю: Мамору Мияно.
- Ромеро (яп. ロメロ Ромэро) — зомби-пудель Котаро.

Сэйю: Ясухиро Такато.
- Череп и Бык (яп. デスおじ Дэсу одзи) — два металлиста, ставшие первыми фанатами «Франтютю». Череп худой и высокий, а Бык толстый и низкий. Их можно увидеть в зале на всех выступлениях девушек. Имеют имена только в английском дубляже.

Сэйю: Мицуаки Канука и Сэцудзи Сато.
- Такэо Го (яп. 豪 剛雄 Го: Такэо) — бывший менеджер и овдовевший отец Лили. Крупный мужчина, которого из-за грозного лица со шрамом часто принимают за члена якудза. Шрам на его левом глазу — результат того, что он в отчаянии расцарапал себе лицо из-за смерти дочери.

Сэйю: Тацуёси Кояма.
- Сатико Го (яп. 郷さちか Го: Сатико) — мать Лили, покойная жена и бывшая одноклассница Такэо Го. Будучи старшеклассницей очень любила цветы. Она первая заметила, что Такэо сильный и страшный снаружи, но добрый и заботливый внутри. Не испугалась Такэо, так как считала, что человек, любящий и заботящийся о цветах не может быть плохим. Влюбляется в Такэо и принимает его предложение руки и сердца, ещё когда они учились в старшей школе. Сатико умерла, когда Лили была маленькой.
- Рэйко Амабуки (яп. 天吹 麗子 Амабуки Рэйко) — первый капитан байкеров «Дорами» и лучшая подруга Саки, вышедшая в отставку, чтобы родить Марию и вести нормальную жизнь. Хранит совместную с Саки фотографию вместе со своим старым тамагочи и мотоциклом.

Сэйю: Комина Мацусита.
- Мария Амабуки (яп. 天吹 万梨阿 Амабуки Мариа) — дочь Рэйко, нынешняя глава «Дорами», подрабатывает в продуктовом магазине. Часто ругалась с матерью и считала её бесхребетной слабачкой за то, что она ушла из банды и стала домохозяйкой.

Сэйю: Аой Кога.
- Арата Окоба (яп. 大古場 新太 Окоба Арата) — главный репортер, работающий вместе со своим фотографом Инубасири (яп. 犬走). Они оба начинают расследование в отношении «Франтютю» после того, как узнали Дзюнко в рекламе ресторана быстрого питания Drive-in Tori.

Сэйю: Тору Нара.
- Маймай Юдзуриха (яп. 楪 舞々 Юдзуриха Маймай) — старшеклассница и большая фанатка «Франтютю». Узнает о том, что все участницы группы являются зомби, после того, как Котаро пытался её завербовать, а девушка в это время ошибочно думала, что он убил её. Временно присоединяется к группе под псевдонимом «Номер 7» (яп. 7号 Нана-го:).

Сэйю: Кана Ханадзава.
- Сюй Фу (яп. 徐福 Дзёфуку) — владелец бара New Jofuku, часто посещаемого Котаро. Лично был знаком с Югири, ещё при жизни. На первый взгляд кажется эксцентричным безумным стариком, но позже показывает себя рассудительным и благонадёжным идеалистом. Старый бармен является воплощением Саги, он бессмертен и способен воскрешать людей, возможно имеет познания в некромантии. По его словам на Сагу наложено проклятье, поэтому он старается справиться с его пагубным влиянием. Именно он подтолкнул Котаро Тацуми к созданию идол-группы и оживил её участниц. Его имя и название бара отсылают к китайскому учёному-медику Сюй Фу, имя которого по-японски произносится как Дзёфуку. Этому учёному император Цинь Шихуанди приказал найти эликсир бессмертия.

Сэйю: Хотю Оцука.
- Киити Момодзаки (яп. 百崎 喜 Момодзаки Киити ) — идеалистичный, но наивный молодой человек, живший в эпоху Реставрации Мэйдзи. Однажды встретил Югири и полюбил её. После восстания в Саге 1874 года, окончившегося принудительным объединением Саги и Нагасаки, хотел начать революцию, чтобы восстановить Сагу как префектуру. Когда большинство его товарищей было убито Ито, он был спасен Югири и взят под защиту близких девушки. Благодаря этому он смог начать восстановление префектуры другими методами и в конце концов добился успеха. Он и его дедушка — предки Котаро.

Сэйю: Мамору Мияно.
- Сёдзиро Ито (яп. 伊東 正次郎 Ито Сёдзиро) — лучший друг Киити, который тайно работал правительственным шпионом и следил за действиями повстанцев. В отличие от Киити, Ито более циничен и обычно не одобряет революционные планы последнего. Убив большинство повстанцев, он предал Киити и попытался убить его, прежде чем его остановила Югири. Затем он был убит Югири после того, как попытался их преследовать. На пороге смерти он признался, что на самом деле всегда хотел увидеть ту Сагу, которую описывал Киити.

Сэйю: Коки Утияма.

## Производство и релиз
| Сезон | Сезон                    | Серий | Даты показа         | Даты показа          |
| Сезон | Сезон                    | Серий | Премьера            | Финал                |
| ----- | ------------------------ | ----- | ------------------- | -------------------- |
|       | Zombie Land Saga         | 12    | 4 октября 2018 года | 20 декабря 2018 года |
|       | Zombie Land Saga Revenge | 12    | 8 апреля 2021 года  | 24 июня 2021         |

Аниме-сериал был анонсирован 5 июля 2018 года. Сериал создавался под руководством главного режиссёра Макото Кимуры и режиссёра, а также звукорежиссёра, Мунэхисы Сакая на анимационной студии MAPPA. Сценарист Сигэру Муракоси, композитор Ясухару Таканаси, дизайнер персонажей и главный аниматор Касуми Фукагава, арт-директор Кадзуо Огура, оператор-постановщик Такаси Янагида, дизайн цвета Адзуса Сасаки, монтаж Масахиро Гото. 12-серийный аниме-сериал выходил в Японии с 8 октября 2018 года по 20 декабря 2018 года и транслировался на AT-X, Tokyo MX, SUN, BS11, Saga TV, TVQ. Трансляцией сериала с субтитрами занимается компания Crunchyroll, с дубляжом — компания Funimation. Аниме также доступно к просмотру на русском языке на сайте Crunchyroll. Полная версия английского дубляжа, в которой переведены основные песни из аниме-сериала, была выпущена Funimation в конце 2019 года.
Вступительная и завершающая темы были выпущены в виде синглов вместе с «FANTASTIC LOVERS» и «Jellyfish» 28 ноября 2018 года, они попали на 13 и 19 места (соответственно) в чарте Oricon Singles Chart 10 декабря. Также сингл опенинга возглавил чарт Billboard Japan Download Songs в тот же день.
2-й сезон аниме под названием Zombie Land Saga Revenge (яп. ゾンビランドサガ リベンジ Дзомби Рандо Сага Рибэндзи, «Зомбиленд. Сага: Возмездие») был анонсирован 27 июля 2019 года. 27 февраля 2021 года стало известно, что MAPPA также будет анимировать новый сезон, который будет транслироваться с 8 апреля по 24 июня 2021 года на AT-X и других японских каналах. Тацуро Ониси и Момоко Мифунэ заменят Кадзуо Огуру и Такаси Янагида на посту арт-директора и оператора-постановщика. Остальной актёрский и производственный состав останется без изменений.
Medialink лицензировала первый сезон в Южной Азии и Юго-Восточной Азии и транслировала его на Netflix, Aniplus Asia и Bilibili, а Muse Communication владеет правами на показ 2-го сезона.
17 октября 2021 года было объявлено, что сериал получит продолжение в виде аниме-фильма. Фильм под названием Zombieland Saga Movie: Yumeginga Paradise выйдет 24 октября 2025 года.

### Список серий аниме

#### Zombie Land Saga
| 1 | Доброе утро, Сага/Good Morning SAGA «Гуддо мо:нингу САГА» (グッドモーニング SAGA) | Мунэхиса Сакай, Такэси Сато                                 | Сигэру Муракоси | 4 октября 2018 года  |
| Начинается первый день 2-го года обучения в старшей школе. Сакура Минамото радостно готовится выйти из дома навстречу новой жизни. Однако впереди её ожидает далеко не то, на что она рассчитывала.                                            | |                                                             |                 |                      |
| 2 | Я люблю хип-хоп Сагу!/I ♡ HIP HOP SAGA | Такаси Исида                                                | Сигэру Муракоси | 11 октября 2018 года |
| Новоиспечённым зомби тяжело привыкнуть к переменам. Далеко не все девушки готовы смириться со своей участью и начать путь к звёздам. Кое-кто пытается сбежать от таинственного продюсера.                                                      | |                                                             |                 |                      |
| 3 | Живая или Мёртвая Сага/DEAD OR LIVE SAGA | Тацуфуми Тамакава                                           | Такуя Масумото  | 18 октября 2018 года |
| Не успели девушки-зомби отдохнуть от выступления в замке Саги, как Котаро уже назначил им следующее шоу. Теперь героиням предстоит петь прямо на железнодорожной станции!                                                                      | |                                                             |                 |                      |
| 4 | Тепломёртвая Сага/Warming Dead SAGA «Во:мингу дэддо САГА» (ウォーミング・デッド SAGA) | Такэси Сато, Хисатоси Симидзу                               | Сигэру Муракоси | 25 октября 2018 года |
| Девушки-зомби только придумали название для своей группы, как на них свалился очередной концерт. Однако во внезапном выступлении есть и хорошая сторона. Героиням предстоит спеть песню на горячих источниках.                                 | |                                                             |                 |                      |
| 5 | Птица Сага в твоём сердце/The Nice Bird SAGA in Your Heart «Кими но кокоро ни найсу ба:до САГА» (君の心にナイスバード SAGA) | Такэси Сато                                                 | Такуя Масумото  | 1 ноября 2018 года   |
| «Франтютю» ищет новые способы заработать денег. На этот раз группу позвали сняться в рекламе сети ресторанов быстрого питания. Девушкам предстоит опробовать себя в оригинальных образах.                                                      | |                                                             |                 |                      |
| 6 | Это сентиментальная Сага/Because It's Sentimental SAGA «Даттэ сэнтимэнтару САГА» (だってセンチメンタル SAGA) | Ясунори Гото                                                | Сигэру Муракоси | 8 ноября 2018 года   |
| Впервые за много дней Котаро пришёл к «Франтютю» с хорошими новостями. Оказывается, у группы появились поклонники! Теперь девушкам предстоит общаться со своими фанатами. Однако такие новшества не устраивают Дзюнко.                         | |                                                             |                 |                      |
| 7 | Так это же Зомбиментальная Сага/But It's Zombiemental SAGA «Кэрэдо дзомбимэнтару САГА» (けれどゾンビメンタル SAGA) | Коносукэ Уда, Мунэхиса Сакай, Такэси Сато, Хисатоси Симидзу | Сигэру Муракоси | 15 ноября 2018 года  |
| Конфликт между Дзюнко и Ай так и не угасает. «Франтютю» начинают переживать, что не смогут выступить в полном составе. Кто же придёт на помощь девушкам-зомби в сложной ситуации?                                                              | |                                                             |                 |                      |
| 8 | Вперёд, Неверленд-Сага/Go Go Neverland SAGA «ГОГО Нэба:рандо САГА» (GOGO ネバーランド SAGA) | Такаси Исида                                                | Сигэру Муракоси | 22 ноября 2018 года  |
| После выступления под дождём всё больше людей стали узнавать о «Франтютю». Очереди на фотосессии с участницами группы растут с каждым днём. Однажды в одну из таких очередей встаёт странный мужчина.                                          | |                                                             |                 |                      |
| 9 | Однажды моя жизнь оборвалась, но каким-то образом я воскресла и стала петь и танцевать. Я храню воспоминания о друзьях, и это моя Сага!/Though My Life May Have Ended Once by Some Twist of Fate I Have Risen, and If Song and Dance Are to Be My Fate, Then Carrying the Memories of My Comrades in My Heart as I Sally Forth Shall Be My SAGA «Итидо ва цукита коно иноти, нан но инга ка ёмигаэри, утай одору га садамэ нара, томо э но омой о мунэ ни химэ, цурануку мадэ ё онорэ но Сага» (一度は尽きたこの命 なんの因果か蘇り 歌い踊るが宿命なら 親友への想いを胸に秘め 貫くまでよ己の SAGA) | Такэси Сато                                                 | Такуя Масумото  | 29 ноября 2018 года  |
| После небольшого демографического исследования Котаро пришёл к выводу, что целевой аудиторией «Франтютю» являются пожилые люди. Во время мероприятия в обществе стариков участницы группы сталкиваются с нынешними участницами банды «Дорами». | |                                                             |                 |                      |
| 10 | Нет зомби, нет и идол-Саги/NO ZOMBIE NO IDOL SAGA | Ясунори Гото                                                | Такуя Масумото  | 6 декабря 2018 года  |
| «Франтютю» предстоит выступить на первом собственном концерте в зале на пятьсот человек. Ради подготовки к выступлению Котаро отправляет девушек в горы.                                                                                       | |                                                             |                 |                      |
| 11 | Несравненная Сага/A One-of-a-Kind SAGA «Сэкай ни хитоцу дакэ но САГА» (世界にひとつだけの SAGA) | Коносукэ Уда                                                | Сигэру Муракоси | 13 декабря 2018 года |
| После того, как Сакуру в очередной раз сбивает фургон, она вспоминает свою прошлую жизнь, однако забывает при этом все события после пробуждения в качестве зомби.                                                                             | |                                                             |                 |                      |
| 12 | И снова доброе утро, Сага/Good Morning Again SAGA «Гуддо мо:нингу агэйн САГА» (グッドモーニングアゲイン SAGA) | Мунэхиса Сакай, Хисатоси Симидзу                            | Сигэру Муракоси | 20 декабря 2018 года |
| Первый сольный концерт «Франтютю» совсем скоро, а Сакура по-прежнему не пришла в себя. Подруги стараются всеми силами справиться с её хандрой.                                                                                                 | |                                                             |                 |                      |

#### Zombie Land Saga Revenge
| 1 | С добрым утром, Сага возвращается/Good Morning Returns SAGA «Гуддо мо:нингу рита:ндзу САГА» (グッドモーニングリターンズ SAGA)                                    | Мунэхиса Сакай               | Сигэру Муракоси | 8 апреля 2021 года   |
| После концерта в Арпино популярность «Франтютю» взлетела. Котаро решил устроить им выступление на стадионе, и это обернулось грандиозным провалом.  | |                              |                 |                      |
| 2 | Сага с почти сломанным радио/The SAGA of an Almost-Broken Radio «Букковарэ какэ но рэдио САГА» (ぶっ壊れかけのレディオ SAGA)                                     | Такафуми Исида               | Сигэру Муракоси | 15 октября 2021 года |
| Котаро предложил девочкам сняться для передачи на телевидении. На неё также был приглашён особый гость.                                             | |                              |                 |                      |
| 3 | Акустическая Сага любви и молодости/The Acoustic SAGA of Love and Youth «Ай то сэйсюн но ако:сутикку САГА» (愛と青春のアコースティック SAGA)                     | Ясутомо Окамото              | Киёко Ёсимура   | 22 апреля 2021 года  |
| «Франтютю» ждёт удар за ударом. Мало того, что им предстоит выступить на разогреве «Железной дрожи», так с ними ещё и не будет Аи!                  | |                              |                 |                      |
| 4 | Искренняя электро-Сага/Pure Electric SAGA «Дзюндзё: эрэкуторикку САГА» (純情エレクトリック SAGA)                                                                 | Такэру Сато                  | Киёко Ёсимура   | 29 апреля 2021 года  |
| Вот-вот начнётся концерт на Сага-Арене, а все девушки полны переживаний. Ещё и Аи поступило предложение вступить в «Железную дрожь»!                | |                              |                 |                      |
| 5 | Маленькая белиберда Саги/Little Bodda Bope SAGA «Ритору параппо САГА» (リトルパラッポ SAGA)                                                                      | Ясунори Гото, Такафуми Исида | Киёко Ёсимура   | 6 мая 2021 года      |
| Лили решила, что должна сделать свой вклад в популярность «Франтютю». Для этого она выступит на конкурсе талантов Саги!                             | |                              |                 |                      |
| 6 | Ходячие спорщики Саги/Walking Bet SAGA «Во:кингу бэтто САГА» (ウォーキング・ベット SAGA)                                                                         | Такахиро Канэко              | Сигэру Муракоси | 13 мая 2021 года     |
| Пока остальные девочки ходят на работу, Таэ отправляется за покупками. Попутно её ждёт немало интересного, в том числе ставки на гонки на лодках... | |                              |                 |                      |
| 7 | Сага революции Маймай/Maimai Revolution SAGA «Маймай рэборю:сён САГА» (マイマイレボリューション SAGA)                                                            | Ясутомо Окамото              | Сигэру Муракоси | 20 мая 2021 года     |
| Жизнь старшеклассницы Маймай резко переменилась, когда она поскользнулась, случайно зайдя в мужскую баню.                                           | |                              |                 |                      |
| 8 | Происшествие в Саге. Часть первая/The Saga Incident, Part 1 «Сага дзихэн соно ити» (佐賀事変 其ノ壱)                                                             | Такафуми Исида, Коносукэ Уда | Киёко Ёсимура   | 27 мая 2021 года     |
| В эпоху Мэйдзи знатный человек устроил свободу куртизанке Югири. Так она оказалась в незнакомой ей Саге.                                            | |                              |                 |                      |
| 9 | Происшествие в Саге. Часть вторая/The Saga Incident, Part 2 «Сага дзихэн соно ни» (佐賀事変 其ノ弐)                                                              | Такэру Сато                  | Киёко Ёсимура   | 3 июня 2021 года     |
| Благодаря небольшой помощи Югири Киити привлёк новых сторонников. Однако они собираются избрать совершенно иной путь перемен.                       | |                              |                 |                      |
| 10 | Сага о возмездии этих зомби/The SAGA of How These Zombies Will Get Their Revenge «Дзомби-тати ва до: фукусю:суру но ка САГА» (ゾンビたちはどう復讐するのか SAGA) | Хисатоси Симидзу             | Сигэру Муракоси | 10 июня 2021 года    |
| За успешным концертом в Арпино последовал провал на СНЭ. Однако Котаро не собирается отступать от своего плана.                                     | |                              |                 |                      |
| 11 | Нужно лишь быть рядом-Сага/All It Takes Is for You to Be There SAGA «Татоэба кими га иру дакэ дэ САГА» (たとえば君がいるだけで SAGA)                             | Коносукэ Уда                 | Сигэру Муракоси | 17 июня 2021 года    |
| Проснувшись утром, Сакура обнаружила, что их дом окружён водой и находится неизвестно где. Всё потому что на Сагу обрушился страшный ливень.        | |                              |                 |                      |
| 12 | Величайшая сага в истории/The Greatest SAGA in History «Сидзё: сайдай но САГА» (史上最大の SAGA)                                                                 | Мунэхиса Сакай               | Сигэру Муракоси | 24 июня 2021 года    |
| Из-за потопа дороги к стадиону СНЭ разрушены. Удастся ли «Франтютю» собрать зрителей для концерта?                                                  | |                              |                 |                      |

## Музыка
Музыкальные темы «Zombie Land Saga»
Начальная тема
- «Adabana Necromancy» (яп. 徒花ネクロマンシー Адабана Нэкуроманси:, «Бесплодная некромантия»).

Исполняет: «Франтютю» (Каэдэ Хондо, Асами Тано, Риса Танэда, Маки Кавасэ, Рика Кинугава, Минами Танака)
Завершающие темы
- «Hikari e» (яп. 光へ Хикари э, «К свету»)[9].

Исполняет: «Франтютю»
Прочие песни и их вариации
- «FANTASTIC LOVERS» (1, 12 серия)

Исполняет: «Железная дрожь»
- «Temptation from the Hell» (1 серия)

Исполняет: Дзюн Суяма
- «Youkoso Saga e» (яп. ようこそ佐賀へ Ё:косо Сага э, «Добро пожаловать в Сагу») (1 серия)

Исполняет: «Франтютю» (изн. Dead Musume/«Мёртвая девушка»)
- «SAGA Arcade Rap» (2 серия)

Исполняет: Рэп-баттлеры Саги
- «DEAD OR RAP!!!» (2 серия)

Исполняет: «Франтютю» (изн. Green Fase/«Зелёное лицо»)
- «Mezame RETURNER» (яп. 目覚めRETURNER Мэдзамэ RETURNER, «Очнись, вернувшийся») (3, 4, 23 серия)

Исполняет: «Франтютю»
- «Drive-In Tori Commercial Jingle» (5 серия)

Исполняет: Riz☆Rie
- «Drive-In Tori (FranChouChou ver.)» (5, 8 серия)

Исполняет: «Франтютю»
- «Atsuku Nare» (яп. アツクナレ Ацуку нарэ, «Распались») (6, 7, 12 серия)

Исполняет: «Франтютю»
- «Mezame RETURNER (Electric Returner)» (яп. 目覚めRETURNER (Electric Returner) Мэдзамэ RETURNER (Electric Returner)) (7 серия)

Исполняет: «Франтютю»
- «Peace&Love» (7 серия)

Исполняет: Otoko no Ko Mansion
- «Jellyfish» (7 серия)

Исполняет: «Железная дрожь»
- «To My Dearest» (8 серия)

Исполняет: «Франтютю»
- «Tokkou DANCE ~DAWN OF THE BAD~» (яп. 特攻DANCE~DAWN OF THE BAD~ Токко: DANCE~DAWN OF THE BAD~) (9 серия)

Исполняет: «Франтютю»
- «FLAG o Hatamekasero» (яп. FLAGをはためかせろ FLAG о хатамэкасэро, «Пусть флаг развевается») (12 серия)

Исполняет: «Франтютю»
- «Yomigaere» (яп. ヨミガエレ Ёмигаэрэ, «Воскресни») (12 серия)

Исполняет: «Франтютю»
Музыкальные темы «Zombie Land Saga Revenge»
Начальная тема
- «Taiga yo Tomo ni Naitekure» (яп. 大河よ共に泣いてくれ Тайга ё томо ни найтэкурэ, «О река, плачь со мной»).

Исполняет: «Франтютю».
Завершающие темы
- «Yume o Te ni, Modoreru Basho mo Nai Hibi o» (яп. 夢を手に、戻れる場所もない日々を Юмэ о тэ ни, модорэру басё мо най хиби о, «Дни, когда в руках мечта, а вернуться некуда»).

Исполняет: «Франтютю»
Прочие песни и их вариации
- «Kojima Squid Factory Anthem» (1 серия)

Исполняет: «Франтютю».
- «REVENGE» (1, 12 серия)

Исполняет: «Франтютю».
- «Do You Hate Windy Days?» (2 серия)

Исполняет: Хакурю
- «Do You Hate Windy Days? (Franchouchou ver.)» (2 серия)

Исполняет: «Франтютю».
- «NOPE!!!» (3 серия)

Исполняет: «Железная дрожь».
- «Mezame RETURNER (No. 3 ver. Solo)» (яп. 目覚めRETURNER (3号ソロver. Мэдзамэ RETURNER (No. 3 ver. Solo), Мэдзамэ RETURNER (сан го соро ver.)) (3 серия)

Исполняет: Ай Мидзуно (Риса Танэда)
- «50 to 4 tsu no Wasuremono» (яп. 50と4つの忘れ物 годзю: то ётцу но васурэмоно, «Забытое пятидесятью и четырьмя») (3 серия)

Исполняет: Дзюнко Конно (Маки Кавасэ}})
- «Gekkou Survive» (яп. 激昂サバイブ Гэкко: сабайбу, «Рвение выживания») (4 серия)

Исполняет: Дзюнко Конно (Маки Кавасэ}})
- «Mezame RETURNER (Electric Returner) Type "R"» (яп. 目覚めRETURNER (Electric Returner Type “R” Мэдзамэ RETURNER (Electric Returner Type “R”) (4 серия)

Исполняет: «Франтютю».
- «Inochi» (яп. 命 Иноти, «Жизнь») (5 серия)

Исполняет: Райто Оозора (Канон Абэ).
- «Little Parappo» (яп. リトルパラッポ Риторупараппо«Небольшая белиберда») (5, 6, 11 серия)

Исполняет: Лили Хосикава (Минами Танака).
- «Kyou wa Curry da yeah, yeah, yeah» (яп. 今日はカレーだイェイイェイイェイ Кё: ва карэ: да ией йей йей, «Сегодня у нас карри, троекратное ура») (6 серия)

Исполняет: Otoko no Ko Mansion.
- «Mezame RETURNER» (яп. 目覚めRETURNER Мэдзамэ RETURNER) (7 серия)

Исполняет: Маймай Юдзуриха (Кана Ханадзава)".
- «Butchakete for You» (яп. ぶっちゃけてフォーユー Буттякэтэ фо: ю:, «Говорю всю правду ради тебя») (7 серия)

Исполняет: «Франтютю» с Маймай в составе.
- «Hikari e» (яп. 光へ Хикари э, «К свету») (7 серия)

Исполняет: Маймай Юдзуриха.
- «Saga Jihen» (яп. 佐賀事変 Сага дзихэн, «Инцидент в Саге») (9 серия)

Исполняет: «Франтютю».
- «Never ending SAGA» (11 серия)

Исполняет: Котаро Тацуми (Мамору Мияно)
- «Kagayaite» (яп. 輝いて Кагаяйтэ, «Сияй») (12 серия)

Исполняет: «Франтютю»
- «Oikaze Travelers» (яп. 追い風トラベラーズ Ойкадзэ торабэра:дзу, «Путешестующие на попутном ветре») (12 серия)

Исполняет: «Франтютю»

## Восприятие

### Отзывы критиков
В превью аниме-сезона осени 2018 года на Anime News Network первый эпизод Zombie Land Saga получил в целом положительные отзывы, при этом большинство критиков высоко оценили сюжет и мрачно-комедийный тон. Джеймс Беккет заявил, что он ценит разнообразие, представленное в составе основных персонажей, и не находит повода для критики. Терон Мартин, Пол Дженсен и Ник Кример — все дали одинаково восторженные отзывы, причём в целом разделили похвалы за хитроумное сочетание жанров аниме про идолов и комедии ужасов. Дженсен охарактеризовал первые моменты эпизода как несколько тонально запутанные, но подчеркнул, что остальная часть эпизода была превосходной, а диалоги и характеры Сакуры и Котаро назвали исключительными. Все рецензенты дали 4 звезды из 5, за исключением Ребекки Сильверман, которая поставила первой серии 3,5 звезды из 5 и охарактеризовала её как «отталкивающую и очень болезненную», а также раскритиковала сериал за чрезмерное использование громких вокальных партий и мигающих огней, что, по её словам, потенциально может расстроить некоторых зрителей. Несмотря на эту критику, Сильверман отметила, что Zombie Land Saga «стоит внимания» из-за оригинальной задумки. В статье для Anime Feminist Врай Кайзер в целом похвалили сериал, заявив, что, хотя он не содержит каких-либо «целенаправленных» социальных комментариев к негативным аспектам японской идол-индустрии, он приятен своей нетрадиционной предпосылкой и искренним повествованием. Кайзер также раскритиковали персонажа Котаро Тацуми, который, по их словам, «разваливается при малейшем пристальном взгляде» из-за разрыва между чертами «засранца» и «благонамеренного, чрезвычайно заботливого дяди», хотя они высоко оценили вокальное исполнение Мамору Мияно.
Персонаж Лили Хосикава получил высокую оценку критиков и зрителей за положительный пример репрезентации трансгендеров.

### Культурное влияние
Во время заседания Парламента Великобритании по правам человека в мае 2019 года, на котором руководителей Facebook и Twitter допрашивали относительно их политики в отношении абьюза и харассмента, депутат Шотландской национальной партии Джоанна Черри продемонстрировала распечатанную копию мема с надписью: «Shut the fuck up TERF», c участием Лили Хосикавы.
12 августа 2019 года в специальном документальном фильме об аниме «Natsu no Saga» губернатор Саги Ёсинори Ямагути изобразил главного героя Котаро Тацуми.
Gadget Tsuushin включил «nice bird» (из пятой серии) и «Масао» (деднейм Лили) в свой список модных словечек в аниме 2019 года.
В мае 2021 года Zombie Land Saga стало одним из пяти аниме (наряду с «Да благословят боги этот прекрасный мир!», «О моём перерождении в слизь», Princess Lover! и Nekopara), на которые российское правительство наложило ограничения по возрасту за изображение реинкарнации. Законодатели посчитали, что это поощряет самоубийства.

### Награды и номинации
| Год  | Награда                                | Категория                   | Получатель                                           | Результат |        |
| ---- | -------------------------------------- | --------------------------- | ---------------------------------------------------- | --------- | ------ |
| 2019 | 3-я церемония Crunchyroll Anime Awards | Аниме года                  | Zombie Land Saga                                     | Номинация | [ 32 ] |
| 2019 | 3-я церемония Crunchyroll Anime Awards | Лучший мужской персонаж     | Котаро Тацуми                                        | Номинация | [ 32 ] |
| 2019 | 3-я церемония Crunchyroll Anime Awards | Лучший женский персонаж     | Лили Хосикава                                        | Номинация | [ 32 ] |
| 2019 | 3-я церемония Crunchyroll Anime Awards | Лучший сэйю                 | Мамору Мияно в роли Котаро Тацуми                    | Победа    | [ 32 ] |
| 2019 | 3-я церемония Crunchyroll Anime Awards | Лучший дизайн персонажей    | Касуми Фукагава, оригинальный дизайн Хироси Симидзу. | Номинация | [ 32 ] |
| 2019 | Tokyo Anime Award Festival             | Анимация года (телевидение) | Zombie Land Saga                                     | Победа    | [ 33 ] |

## Прочие медиа
Манга-адаптация аниме за авторством Мэгуму Сорамити выходила с 8 октября 2018 до 1 июня 2021 года на сайте Cycomi компании Cygames. Манга-антология от разных художников была выпущена 7 апреля 2021 года. Спин-офф манга Zombie Land Saga Gaiden: The First Zombie с иллюстрациями дизайнера персонажей Касуми Фукагавы, посвящённая прошлому Таэ Ямады, выходила в журнале Ultra Jump с 19 мая 2021 года по 17 ноября 2022 года.
Спектакль под названием Zombie Land Saga Stage de Do-n! должен был ставиться с 11 по 14 марта 2020 года, но его отменили из-за обострения пандемии COVID-19 в Японии, однако в сентябре того же года премьера всё же состоялась. Спектакль адаптировал первые семь серий аниме-сериала.
В июне 2021 года мобильная ритм-игра BanG Dream! Girls Band Party! провела ивент-коллаборацию с Zombie Land Saga.
28 декабря 2022 года по телеканалу TV Q на Кюсю была показана специальная программа, в которой Роланд посетил места, показанные в аниме. Закадровое повествование в программе велось от лица сэйю Сакуры Минамото, Каэдэ Хондо.

## Комментарии
1. ↑  Все английские и русские названия серий, а также их описания взяты с Crunchyroll.